# War Propaganda Bureau
Das War Propaganda Bureau (WPB, dt.: Kriegspropagandabüro) war eine britische Agentur während des Ersten Weltkrieges. Nach seinem Hauptquartier hieß es bei den Alliierten auch Wellington House. Leiter des WPB war Charles Masterman, Unterhausabgeordneter der Liberal Party.
1917 wurde das WPB vom Department of Information abgelöst, aus dem das Ministry of Information im Crewe House hervorging.

## Geschichte
Das WPB wurde im August 1914 auf Weisung der Regierung Asquith von Schatzkanzler David Lloyd George gegründet.

### Ziele
Lloyd George verfolgte dabei mehrere Ziele:
- Hebung der Moral an der Heimatfront, Eindämmung der Kriegsgegner im Land
- Darstellung des Gegners als Feind, der bekämpft werden muss
- Rekrutenwerbung
- Kontrolle der Publikationen
- psychologische Entmutigung der feindlichen Truppen, Auslandspropaganda
- Darstellung des Krieges für die Zivilbevölkerung, insbesondere in der Presse, gemäß den Vorgaben der Regierung

### Produktion
Am 2. September 1914 lud Masterman zu diesen Zwecken 25 bekannte britische Autoren unter strenger Geheimhaltung ein. Der Öffentlichkeit wurde das erst 1935 bekannt. Einige Autoren erklärten sich bereit, entsprechende Pamphlete und Bücher zu schreiben.
Eine der ersten Publikationen war Anfang 1915 der Bryce-Report (Report of the Committee on Alleged German Outrages) in 30 Sprachen, der der deutschen Armee systematische Folter an belgischen Zivilisten vorwarf. Das Heft kostete 1 Penny und war vom niederländischen Maler und Karikaturisten Louis Raemaekers illustriert worden. (Fünf Tage später beantwortete ihn die deutsche Regierung mit einem Weißbuch, das Grausamkeiten von Belgiern an deutschen Soldaten aufzählte.)
Das WPB publizierte während des Krieges 1160 Broschüren und Flugschriften. Mithilfe von John Buchan ließ Masterman ab Februar 1915 das Monatsmagazin Nelson’s History of the War mit 24 Ausgaben produzieren. Da nur zwei Armeeoffizieren das Fotografieren an der Westfront erlaubt war, setzte er Zeichner und Maler ein. Flugblätter wurden auch hinter der Front abgeworfen.

### Fortführung der propagandistischen Arbeit im erstenMinistry of Information
Am 7. April 1917 erklärten die USA dem Deutschen Reich den Krieg. Infolgedessen erwies es sich als notwendig, das WPB neu auszurichten. Denn den US-Amerikanern war nicht bekannt, dass die meisten von britischer Seite verbreiteten Informationen über den Kriegsverlauf und über die Mittelmächte vom WPB geliefert worden waren. Nun wurde ein Teil der propagandistischen Arbeit, nämlich die Propaganda zur Einwirkung auf die Bevölkerung und die Soldaten der Mittelmächte (Directorate for Propaganda in Enemy Countries), ins Crewe House verlegt. Für die verbleibenden Aufgaben wurde das Department of Information gegründet. Nicht zuletzt mit Rücksicht auf die Amerikaner wurde dabei die Bezeichnung der Behörde von „Propaganda“ in „Information“ geändert. Im Februar 1918 wurde das Department of Information zum Ministry of Information (MoI) aufgewertet.
Lloyd George baute die Behörde personell um und bezog mehrere einflussreiche Zeitungsverleger ein, so dass die Regierung einerseits die Kontrolle über die Fleet Street gewann und andererseits die Möglichkeiten der Presse zur Beeinflussung der Bevölkerung nutzen konnte. Masterman wurde daraufhin zurückgestuft.
- Informationsminister: Max Aitken, Inhaber des Daily Express
- Direktor für Publikationen: Charles Masterman
- Direktor für Geheimdienstinformationen: John Buchan
- Direktor der Propaganda in Feindländern: Alfred Harmsworth, Besitzer von The Times und Daily Mail
  - Deutschlandabteilung: u. a. H. G. Wells (von Mai bis Juli 1918) → Hauptartikel: Crewe House
- Direktor der Propaganda in neutralen Ländern: Robert Donald, Editor des Daily Chronicle

Aitken erhöhte die Anzahl der in Frankreich eingesetzten Künstler. Im Laufe der vier Kriegsjahre lieferten etwa 90 Maler Bilder für die Regierung. Zu deren Betreuung (und Kontrolle) schuf Aitken, zusammen mit Arnold Bennett, das British War Memorial Committee (BWMC). Seine Sicht des Kriegsverlaufes veröffentlichte das Ministerium in der zweibändigen Chronology of the War, 1918 bei Constable in London erschienen.
Dem MoI zugeordnet war das Parliamentary Recruiting Committee zur Rekrutenwerbung und das Parliamentary War Savings Committee, das Kriegsanleihen einwarb.
Wenige Tage vor Kriegsende wurde William Hayes Fisher Minister für Information. Zwei Monate nach Kriegsende, am 10. Januar 1919, wurden die Propagandaeinrichtungen aufgelöst.

### Nach dem Ersten Weltkrieg
Nach dem Krieg waren Amerikaner wie Deutsche empört über die falschen Behauptungen der britischen Propaganda. Besonders die erfundenen Beschuldigungen des Bryce-Reports gaben der Propaganda ein negatives Image, das bis heute anhält.
Im Zweiten Weltkrieg wurde das Ministry of Information wiederbelebt (zweites Ministry of Information).

## Mitarbeiter des WPB
Berater
- Arnold J. Toynbee
- Lewis Bernstein Namier[6]

Schriftsteller
- Arthur Conan Doyle: To Arms!
- Arnold Bennett: Liberty, A Statement of the British Case, War Scenes on the Western Front
- John Masefield: Gallipoli and the Old Front Line
- Ford Madox Ford: When Blood is Their Argument
- Gilbert Keith Chesterton: The Barbarism in Berlin
- John Galsworthy: A Sheaf and Another Sheaf
- Rudyard Kipling: The New Army
- Gilbert Parker: Is England Apathetic?
- George Macaulay Trevelyan
- Hilaire Belloc: The Two Maps of Europe
- John Buchan: The Battle of Jutland, The Battle of the Somme
- Mary Humphrey Ward: England's Effort, Towards the Goal

Maler und Zeichner des WPB
- Francis Dodd
- William Orpen
- Paul Nash
- Christopher Nevinson
- William Rothenstein
- John Lavery

Maler im Programm des „British War Memorial Committee“
- John Singer Sargent
- Augustus John
- John Nash
- Henry Lamb
- Henry Tonks
- Colin Gill
- William Roberts
- Wyndham Lewis
- Stanley Spencer
- Philip Wilson Steer
- George Clausen
- Bernard Meninsky
- Charles Pears
- Sydney Carline
- David Bomberg
- Austin Osman Spare
- Gilbert Ledward
- Charles Sargeant Jagger

## Ähnliche Einrichtungen anderer Kriegsparteien
- Committee on Public Information, USA
- Bild- und Filmamt, Deutsches Reich
- k.u.k. Kriegspressequartier, Österreich-Ungarn
- Maison de la Presse, Frankreich